# 库鲁鲁普
库鲁鲁普（葡萄牙語：Cururupu）是巴西马拉尼昂州的一个市镇。总面积935.59平方公里，总人口40029人，人口密度42.8人/平方公里。